# Palpomyia carioca
Palpomyia carioca är en tvåvingeart som beskrevs av Lane 1960. Palpomyia carioca ingår i släktet Palpomyia och familjen svidknott. Inga underarter finns listade i Catalogue of Life.